# Blinnenhorn
Blinnenhorn lub Blindenhorn (wł Corno Cieco) – szczyt w Alpach Lepontyńskich, części Alp Zachodnich. Leży na granicy między Szwajcarią (kanton Valais) a Włochami (region Piemont). Należy do podgrupy Alpy Monte Leone – Świętego Gotarda. Można go zdobyć ze schronisk Rifugio Città di Busto (2480 m), Rifugio Claudio e Bruno (2710 m) oraz Rifugio 3A (2960 m).
Pierwszego odnotowanego wejścia dokonał Arthur Cust w 1881 r.